# Комарац (беспилотна летелица)
Комарац је српска беспилотна летелица квадрокоптер, која се по начину дејства сврстава у лутајуће муниције.
Тренутно се развија у неколико варијанти, различитих по димензијама и снази бојеве главе.

## Опис
Комарац је једнократна "First Person View" (поглед из првог лица) беспилотна летелица са четири ротора, којом управља један оператор и која је дизајнирана да уништи или онеспособи непријатељску живу силу, ватрене полажаје, оклопљена и неоклопљена возила.
Летелица је опремљена дневно-ноћном камером високе резолуције, која снимке у тренутном времену пребацује на 3D наочаре оператора дрона или андроид уређај.
У основној варијанти, "Комарац" је наоружан термобаричном бојевом главом тежине 450 грама, али такође можете бити опремљен и са кумулативном или фрагментационом БГ. 
Детонатор експлозива се може поседити ручно или даљински. Експлозија може бити тренутна, по контактут Комарца са метом, или, захваљујући електричном агрегату детонатора, и до 5 сати након слетања летелице.

## Примена и производња
У марту 2024. године, званично је саопштено да је циљ да се Војска Србије опреми са 5.000 камиказа "Комарац" до краја текуће године.
БПЛ Комарац су успешно тестиране на војној вежби "Вихор 2024", коју је Војска Србије спровела на привременом полигону Пештер.

## Карактеристике (основне варијанте)
- Димензије: 28,5х28,5 cm
- Тежина: 950 g
- Максимална брзина: 25 m/s
- Маскимални домет: 3.000 m
- Максимална дужина трајања лета: 6 min
- Тежина експлозивног пуњења: 450 g
- Ефективно поље дејства: 10 до 20m у даљину и 2 до 4 m у висину.